# Sabino Pupo Milián
Sabino Pupo Milián (San Martín de Aguarás, 19 de marzo de 1895 - 20 de octubre de 1948) fue un destacado líder campesino y activista cubano. «Desempeñó una labor sistemática en la defensa del campesinado cubano» y se ha destacado su papel de líder en la lucha contra la Manatí Sugar Company. Fue fundador de la Asociación Campesina de Santa Lucía. Murió asesinado por miembros de la Manatí Sugar Company.

## Labor
Desde muy joven Pupo Milián se vinculó a las actividades agrícolas. En el año 1943 partió a Camagüey, levantando su hogar en tierras realengadas en Camalote, lugar donde tuvo que enfrentar las presiones de los terratenientes que trataban de obligar a los campesinos al pago de rentas. A causa de este hecho los agricultores realizaron una protesta, bajo el argumento de que dichas tierras le pertenecían al Estado y por tanto no se encontraban en la obligación de realizar un pago para su labrado.
Más tarde se vinculó a la asociación campesina "Álvaro Reynoso" constituida en la zona donde vivía.
Años después, marchó al sur a la búsqueda de tierras más fértiles, arrastrando consigo a varias familias campesinas, llegando a instalarse en un nuevo asentamiento, que también era terreno de interés de la compañía estadounidense Manatí Sugar Company.
A raíz del asentamiento de Pupo y sus compañeros en el sitio, la compañía antes mencionada comenzó una serie de presiones para lograr que los campesinos abandonaran el lugar y rápidamente se organizó una oposición por parte de los asentados organizados y liderados por Pupo Milián para evitar el desalojo.
Pupo fue objeto de varios intentos de soborno, los cuales no tuvieron efecto ante el líder campesino.
El 23 de septiembre de 1948, aceptó el puesto de presidente de la asociación campesina a la que estaba vinculado a propuesta de sus compañeros, quienes observaron en el una figura firme e insobornable, convirtiéndose cada vez más en un obstáculo para los objetivos de la compañía estadounidense.

### Asesinato
Su figura era cada vez más un obstáculo a las aspiraciones de la empresa, por eso decidieron asesinarlo. El 20 de octubre de 1948 en Camalote, se consumó el crimen.
Tan pronto se supo de la muerte del líder agrario, sectores obreros simpatizantes con la causa del campesinado se movilizaron para llevar el cadáver a Nuevitas con el fin de rendirle tributo. Allí lo llevaron al local del Sindicato de los Marinos y numerosas personas acompañaron sus restos después hasta el cementerio de esa localidad.
La compañía pagó la defensa de los matones y estos salieron absueltos.
Después del Triunfo de la Revolución (en enero de 1959), los restos de Sabino Pupo fueron trasladados a un lugar cercano al sitio donde fue asesinado.